# Pusarla Sindhu
Pusarla Venkata Sindhu (conocida como P. V. Sindhu; Hyderabad, 5 de julio de 1995) es una deportista india que compite en bádminton, en la modalidad individual.
Participó en dos Juegos Olímpicos de Verano en los años 2016 y 2020, obteniendo dos medallas, plata en Río de Janeiro 2016 y bronce en Tokio 2020. Ganó cinco medallas en el Campeonato Mundial de Bádminton entre los años 2013 y 2019.

## Palmarés internacional
| Juegos Olímpicos   | Juegos Olímpicos        | Juegos Olímpicos  | Juegos Olímpicos |
| Año                | Lugar                   | Medalla           | Prueba           |
| ------------------ | ----------------------- | ----------------- | ---------------- |
| 2016               | Río de Janeiro (Brasil) | Medalla de plata  | Individual       |
| 2020               | Tokio (Japón)           | Medalla de bronce | Individual       |
| Campeonato Mundial |                         |                   |                  |
| Año                | Lugar                   | Medalla           | Prueba           |
| 2013               | Cantón (China)          | Medalla de bronce | Individual       |
| 2014               | Copenhague (Dinamarca)  | Medalla de bronce | Individual       |
| 2017               | Glasgow (Reino Unido)   | Medalla de plata  | Individual       |
| 2018               | Nankín (China)          | Medalla de plata  | Individual       |
| 2019               | Basilea (Suiza)         | Medalla de oro    | Individual       |